# Mattias Nilsson (Biathlet)
Mattias Nilsson Jr. (* 19. Februar 1982 in Östersund) ist ein ehemaliger schwedischer Biathlet und heutiger Biathlontrainer. Er arbeitet im schwedischen Weltcupteam.

## Karriere
Nilsson begann seine Karriere als Langläufer. Bei den Junioren-Weltmeisterschaften 2001 im polnischen Karpacz wurde er im Sprint 40. und belegte über 30 Kilometer in der freien Technik den 58. Rang. Ein Jahr später wurde er bei den Junioren-Weltmeisterschaften in Schonach im Schwarzwald über 10 Kilometer in der freien Technik Sechster. Nachdem er bis 2004 nur vereinzelt in unterklassigen FIS-Rennen eingesetzt worden war, wechselte er zum Biathlon.
Bei den Olympischen Spielen 2006 in Turin erreichte er im Sprint überraschend Platz 8. Seine besten Platzierungen im Weltcup erreichte er in der Saison 2005/2006 am Holmenkollen und 2007/2008 in Pokljuka, beide mit Platz 3 im Sprint. Er war auch ein Mitglied der schwedischen Staffelmannschaft, die in der Saison 2004/2005 den ersten schwedischen Sieg über 4 × 7,5 km gewann. Mattias Nilsson nahm an den Olympischen Winterspielen 2010 teil. Sein bestes Resultat war der 34. Platz im Einzel. Mit der Staffel belegte er Rang 4. Anschließend nahm er wieder an einigen Langlaufwettbewerben teil. Sein letzter Wettkampf war das Birkebeinerrennet am 19. März 2011, bei dem er 52. wurde. Danach musste er seine Karriere aufgrund gesundheitlicher Probleme beenden.

## Weiteres
Nilssons arbeitet heute als Trainer und Logistik-Verantwortlicher im schwedischen Biathlon-Weltcupteam unter Johannes Lukas. Seine Schwester Anna Maria Uusitalo war ebenfalls als Biathletin aktiv und ist Sportdirektorin des Schwedischen Biathlon-Verbands.

## Statistik

### Weltcupsiege
| Nr. | Datum         | Ort      | Disziplin            |
| --- | ------------- | -------- | -------------------- |
| 1.  | 6. Jan. 2005  | Oberhof  | Staffel (4×7,5 km) 1 |
| 2.  | 15. März 2009 | Whistler | Staffel (4×7,5 km) 2 |

## Biathlon-Weltcup-Platzierungen
Die Tabelle zeigt alle Platzierungen (je nach Austragungsjahr einschließlich Olympische Spiele und Weltmeisterschaften).
- 1.–3. Platz: Anzahl der Podiumsplatzierungen
- Top 10: Anzahl der Platzierungen unter den ersten zehn (einschließlich Podium)
- Punkteränge: Anzahl der Platzierungen innerhalb der Punkteränge (einschließlich Podium und Top 10)
- Starts: Anzahl gelaufener Rennen in der jeweiligen Disziplin
- Staffel: inklusive Mixed- und Single-Mixed-Staffeln

| Platzierung | Einzel | Sprint | Verfolgung | Massenstart | Staffel | Gesamt |
| ----------- | ------ | ------ | ---------- | ----------- | ------- | ------ |
| 1. Platz    |        |        |            |             | 2       | 2      |
| 2. Platz    |        |        |            |             | 1       | 1      |
| 3. Platz    |        | 2      |            |             | 1       | 3      |
| Top 10      |        | 8      | 1          | 1           | 35      | 45     |
| Punkteränge | 8      | 38     | 26         | 10          | 38      | 120    |
| Starts      | 25     | 74     | 50         | 10          | 38      | 197    |